# Harry Bertoia
(Harry Bertoia, 9 ottobre 1978)
Arieto Bertoia detto Harry (San Lorenzo, 10 marzo 1915 – Barto, 6 novembre 1978) è stato uno scultore e designer italiano naturalizzato statunitense.

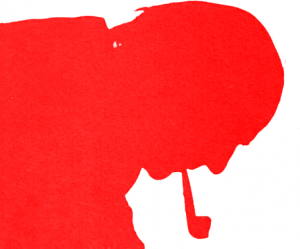
Harry Bertoia

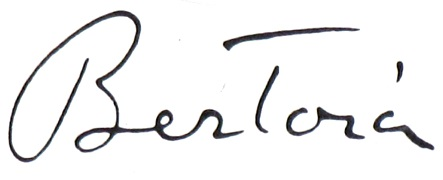
Bertoia - Firma di Harry Bertoia

Scultore, designer, grafico, creatore di gioielli e musicista, Harry Bertoia ha percorso diversi ambiti artistici e molteplici esperienze. La natura fu per lui la più forte delle influenze e il ricordo del paese natale, mai sopito, la sua forza e il suo stimolo. L'opera complessiva di Harry Bertoia, affronta una continua evoluzione artistica; dall'arte incisoria, produzione che si sviluppa per tutto il corso della sua vita e che assume un'importanza cruciale nella sua ricerca di forme e soluzioni; alla creazione di gioielli; dalla sedia per la nota azienda statunitense Knoll, alla scultura di grandi dimensioni per i più famosi architetti statunitensi. Caratteristica fondante della sua ricerca artistica fu l'attenzione rivolta alle potenzialità dei diversi metalli con cui operava, costantemente relazionate allo spazio circostante, al movimento e alla dimensione del suono.

## L'infanzia a San Lorenzo e l'emigrazione

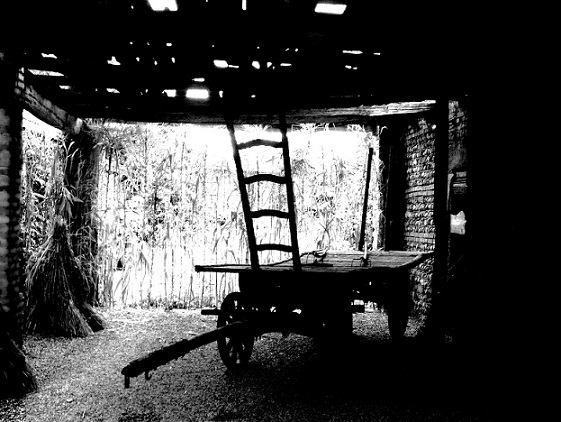
Harry Bertoia's Birthplace (Barn)

Harry (Arieto) Bertoia nasce il 10 marzo 1915 a San Lorenzo di Valvasone Arzene, da Giuseppe Antonio e Maria Seconda Mussio. La famiglia, come molte all'epoca, vive sia l'esperienza della guerra che quella altrettanto dolorosa dell'emigrazione, Giuseppe gira il mondo in cerca di lavoro e decide di trasferirsi oltreoceano. Oltre ad Arieto, nascono Oreste (1908), Ave (1920) e un'altra figlia che morirà a poco più di un anno (della piccola Ada ci resta solo un ritratto di Arieto). Entrambi i figli maschi mostravano discrete abilità nelle arti e nella musica, Oreste fisarmonicista e compositore autodidatta, Arieto abile nel disegno e nel costruire piccoli oggetti in legno e filo di ferro. A undici o dodici anni copia una banconota da cento lire in modo così preciso da non poter essere distinta dall'originale, così la sua famiglia lo spinse a frequentare delle lezioni serali di disegno a Casarsa. All'età di quindici anni gli si presentò l'opportunità di proseguire la sua educazione artistica a Venezia, tuttavia egli decise di stabilirsi assieme al fratello a Detroit, convinto che la vita nel nuovo mondo offrisse migliori prospettive. Il fratello Oreste si sacrifica per lui (i due vivono con venti dollari a settimana) e insiste affinché Harry si istruisca e prenda un diploma; grazie ad una borsa di studio, Bertoia vince l'ammissione alla Cass Technical High School di Detroit dove si diploma nel 1936. Nel 1937 entra alla Cranbrook Academy of Arts Bloomfield Hills nel Michigan.

## Gli anni alla Cranbrook (1937-1943)
Unanimemente considerata la maggiore scuola d'arte d'America, la Cranbrook Academy of Art è da oltre settant'anni fucina di artisti ed architetti di grande talento. Gli anni che egli trascorse all'Accademia furono fra i più significativi, sia per ragioni personali che artistiche, poiché non solo gli dettero l'opportunità di sperimentare, ma gli fornirono anche un ragguardevole bagaglio culturale e l'occasione di incontrare degli amici con i quali condividere la propria creatività. Fu lì che conobbe anche sua moglie. Quando Bertoia entra alla Cranbrook era già conosciuto nella ristretta comunità artistica di Detroit come una giovane stella in ascesa, il direttore Eliel Saarinen gli offrì ufficialmente una borsa di studio e una cattedra d'insegnamento (con la clausola che egli operasse nello studio della lavorazione del metallo con facoltà di esecuzione, incoraggiando gli altri studenti ad avvicinarsi alla tecnologia del metallo). L'accademia era secondo Saarinen, “Non una scuola d'arte in senso ordinario” ma un luogo dove gli artisti e gli architetti lavoravano insieme per sviluppare l'arte contemporanea, l'artigianato e il design. L'enfasi sul confronto tra studenti e insegnanti, era basata sull'esperienza dei movimenti artistici finlandesi e tedeschi; Saarinen, eliminò tutte le vestigia di una formale scuola d'arte; i corsi furono rimpiazzati dallo studio-pratica, la storia dell'arte fu quasi del tutto ignorata, e agli studenti era concessa grande libertà di seguire la propria strada per sviluppare il temperamento artistico. Il corpus di insegnanti, benché piccolo, era accreditato e comprendeva lo scultore svedese Carl Milles, il pittore ungherese Zoltan Sepeshy, le tessitrici Loja Saarinen e Marianne Strengell, Eliel Saarinen, che insegnava pianificazione urbanistica e architettura. Completavano il gruppo lo scultore Marshall Fredericks, il designer William Comstock, e il pittore Wallace Mitchell. Dopo un paio d'anni dall'arrivo di Bertoia giunsero alla Cranbrook: la ceramista finlandese Maija Grotell; il figlio di Eliel, l'architetto Eero Saarinen; l'architetto-designer Charles Eames; l'urbanista Edmund Bacon; gli architetti Harry Weese, Ralph Rapson, e Florence Schust (in seguito Florence Knoll); i designers Ray Kaiser, Ben Baldwin, e Don Albinson; i pittori David Fredenthal e Clifford West.
La vita sociale degli studenti ruotava attorno all'accademia, vivevano negli appartamenti, condividevano anche il tempo libero, nascevano così amicizie, collaborazioni e amori. Le serate trascorrevano nell'Academy Art Club, dove gli studenti potevano esibirsi in balli, parodie, serate improvvisate, o negli appartamenti degli insegnanti, dove venivano offerti rinfreschi o memorabili momenti di conversazione, spesso in compagnia degli artisti in visita, architetti, direttori di musei e imprenditori. Sebbene fosse stato ammesso come uno studente di pittura, Bertoia focalizzò le sue energie nello studio della lavorazione dei metalli, che era praticamente stata sospesa dalla partenza dall'orafo inglese Arthur Nevill Kirk durante la crisi del 1933. Bertoia, incominciò a lavorare per riorganizzare il laboratorio di metallurgia, sperimentando nuove tecniche di lavorazione, producendo oggetti, e coinvolgendo gli studenti. E così riuscì su tutti gli obbiettivi che Saarinen gli aveva affidato, da capo dello studio acquisì lo status di insegnante.

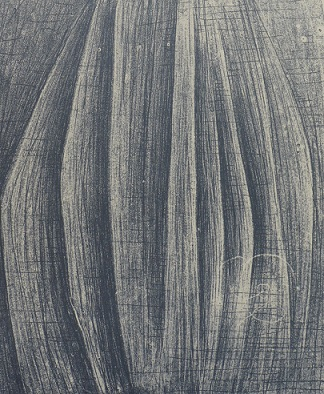
Harry Bertoia - Fifty Drawings #18 Private Collection

La lavorazione dei metalli di Bertoia alla Cranbrook si sviluppava attraverso un continuo apprendimento tecnico e la creazione di una originale e astratta gioielleria, soprattutto spille, modellate in argento e ottone; il suo lavoro spesso improvvisato al banco di lavoro, rivelava già la sua confidenza con la materia e la forma ed ogni signora di Detroit desiderava una spilla di Bertoia. Non molto tempo dopo Bertoia scoprì il laboratorio di stampa dell'accademia. Questo serviva principalmente per le stampe commerciali della Cranbrook, moduli, cancelleria e pubblicazioni per le istituzioni accademiche, ma vi erano anche immagazzinate una notevole collezione di pietre per litografia, presse manuali, e altri strumenti che potevano essere usati per l'arte grafica. Bertoia presto si trovò a trascorrere intere nottate sperimentando le varie tecniche di stampa e imparando quanto più potesse sulla grafica contemporanea. Queste esperienze condussero Saarinen ad assegnare a Bertoia il laboratorio di stampa nel 1942. Bertoia si gettò nell'arte grafica con la stessa passione della lavorazione del metallo. Egli sviluppò alcune tecniche, come stendere sulla carta di riso una prima mano di inchiostri colorati, coprendo poi l'inchiostro asciutto con pittura nera, e infine grattando via la pittura rivelando i sottostanti colori; oppure tagliando i blocchi di legno e riordinando le varie porzioni, era in grado di realizzare più stampe da un singolo blocco variando la geometria delle parti e i colori usati. In altre occasioni, riuscì a creare stampe intingendo i blocchi di legno in differenti inchiostri, quindi pressandole su carta nera creando patterns geometrici densi di colore. Per ispirarsi, Bertoia disegnava avendo sottomano i lavori di Wassily Kandinsky e Paul Klee posseduti da Wilhelm Valentiner, direttore del Detroit Institute of Arts e padre di sua moglie, Brigitta, studentessa alla Cranbrook che aveva sposato nel maggio del 1943. Valentiner, grande storico dell'arte e amico di molti espressionisti tedeschi, alimentò l'interesse di Bertoia per l'arte astratta e diventò uno dei suoi più attivi sostenitori. Il successo per lui arrivò presto; nel 1943 vende alcune stampe al Solomon R. Guggenheim Museum of Non-objective Painting di New York (diretto dalla baronessa Hilla von Rebay).

## In California (1943-1950)
Nel 1943 la Cranbrook deve confrontarsi con gravi difficoltà, il paese è entrato in guerra, gli studenti vengono richiamati al fronte e le difficoltà di reperimento di alcuni materiali, metallo in primis, costringono la scuola a sospendere le attività di lavorazione dei metalli. Bertoia accetta la proposta degli Eames a unirsi a loro per fornirgli assistenza. Il periodo californiano di Bertoia scaturisce dalla collaborazione tra due suoi compagni della Cranbrook: Eero Saarinen e Charles Eames, che lavorando insieme avevano vinto due primi premi per il design di mobili all'Organic Design in Home Furnishings Competition indetta dal Museum of Modern Art (1940-1941). Nello stesso anno Eames e la moglie Ray Kaiser, si trasferiscono in California per continuare la sperimentazione col compensato sagomato. Durante i primi anni in California, Harry e Brigitta vivevano in una piccola casa sulla spiaggia di Malibu, Harry lavorava con Eames alla Evans Products Company con un contratto del governo, e contemporaneamente portavano avanti i loro esperimenti sulle sedie. Quando si rese necessario lo studio sui metalli per sviluppare la ricerca, Bertoia andò al Santa Monica City College a studiare saldatura. Lo studio sulle sedie finì nel 1945 e il risultato venne esposto al MoMA nel 1946 col nome "Sedia Eames"; deluso dall'estromissione Bertoia se ne va. Si trasferisce prima a Topanga Canyon e nel 1947 a La Jolla dove ottiene la cittadinanza americana e lavora come disegnatore al Point Loma Naval Electronics Laboratory. Durante questo periodo, continua a produrre grafica e inizia a lavorare sulla scultura metallica. Dal 1947 in poi, gran parte del suo tempo è dedicato alle prime sperimentazioni sulla scultura che consiste in un singolo tondino verticale ancorato in una base piatta, sicuramente derivata dagli studi sulle sedie e da alcune stampe degli anni quaranta che già rivelavano il suo interesse per le linee verticali bilanciate da aggiunte sulle cime. Tra il 1947 e il 1949 aveva pianificato una collaborazione con Harry Weese (ex compagno alla Cranbrook), per costruire un piccolo studio di design con annesso negozio su una proprietà che aveva acquistato a Pacific Palisades ma il progetto sfuma a causa della proposta dei coniugi Knoll.

## La sedia Bertoia

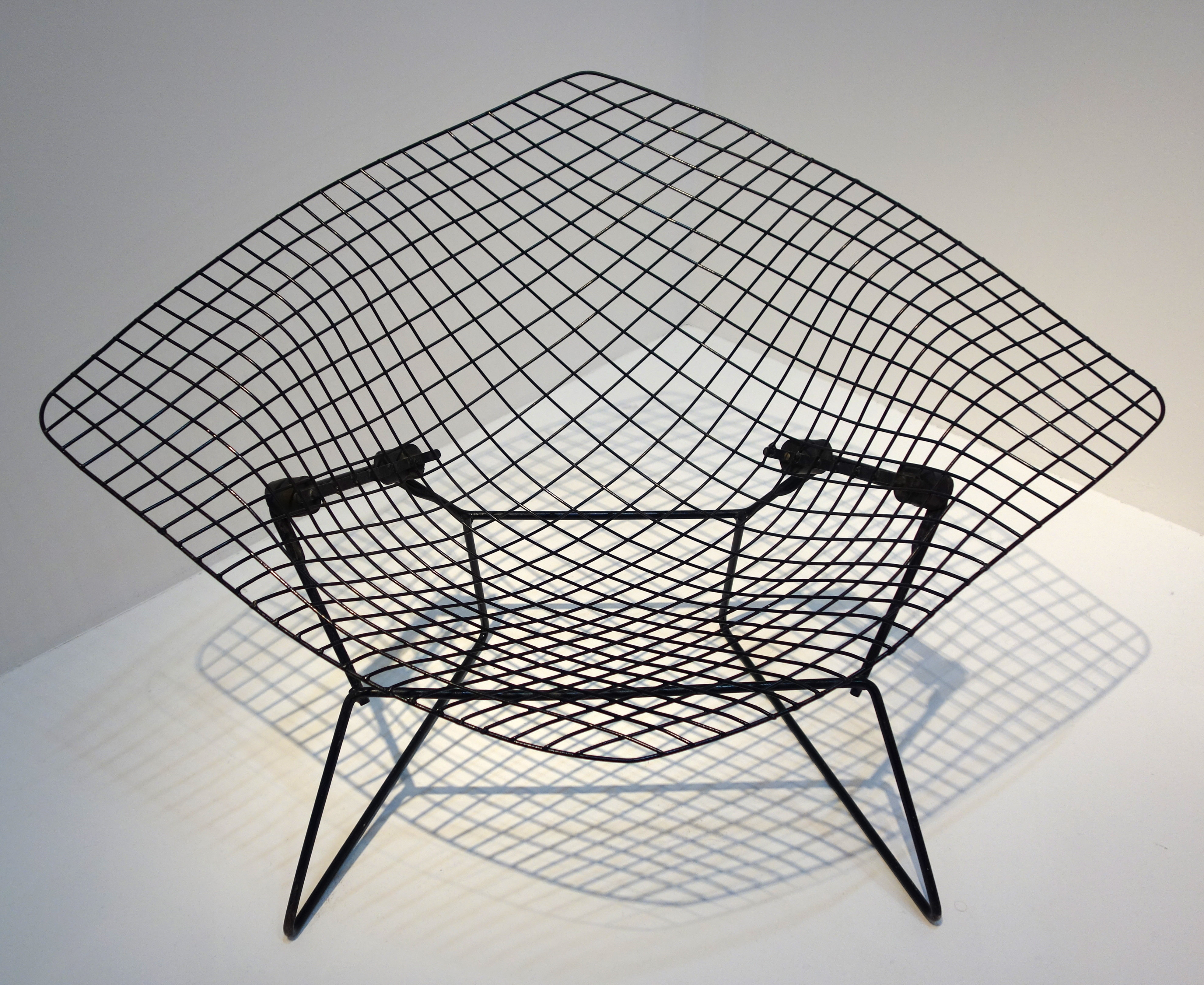
Diamond Chair - Harry Bertoia, MNAM

Negli anni Cinquanta si diffuse in Gran Bretagna e Stati Uniti una nuova tendenza del design moderno, lo stile "Contemporary", uno stile cordiale, familiare e ottimista con il quale si cimentarono giovani architetti e designer, pronti a cogliere l'occasione di esprimere liberamente il proprio talento creativo. Per poter realizzare una sedia che apparisse leggera e maneggevole, garantendo comunque una considerevole resistenza all'uso, si ricorse a strutture di metallo che garantivano solidità e stabilità. Le richieste di leggerezza, eleganza, flessibilità d'uso e di resistenza, indusse i progettisti ad abbandonare le forme tradizionali e concentrarsi su innovazioni tecnologiche.
Le strutture in acciaio tubolare furono sostituite gradualmente da telai in tondino di ferro, più esili e leggeri. I compensati, sottili, modellati e rinforzati con nuovi collanti, sostituirono i legni massicci nei sedili e negli schienali. Nelle imbottiture, la gommapiuma sintetica prese il posto del crine o delle molle di metallo e piuma. Con i nuovi e rapidi sviluppi della tecnologia dei polimeri divenne possibile modellare le scocche delle sedute in plastica rinforzata con fibra di vetro. Quando Hans e Florence Knoll offrono a Bertoia la possibilità di disegnare una sua linea di mobili, fu spinto dalla moglie ad accettare, sebbene questo significasse spostarsi nella parte orientale della Pennsylvania dove si trovava la fabbrica della Knoll. La famiglia, inclusi due bambini, arriva nell'estate del 1950 e affitta una casa a New Hope, una graziosa città lungo il fiume Delaware. Ci rimangono fino a quando Bertoia nel 1952, acquista una fattoria del settecento vicino Barto, con annesso stagno, fienile ed alcuni terreni circostanti, dove rimarrà per il resto della vita. La "sedia Diamond" di filo metallico fu introdotta dalla Knoll nel dicembre 1952 e assieme ad altri pezzi diventò parte della cosiddetta "Bertoia Collection". Quando la collezione fu esposta negli showrooms della Knoll assieme ad alcune piccole sculture, il successo fu enorme ma Bertoia sentiva che il suo lavoro lo portava verso qualcos'altro. Lasciò il lavoro alla Knoll, pur rimanendo sempre in rapporti d'amicizia con Hans (che morirà qualche anno dopo) e Florence tanto che le sue sculture e le stampe erano ospitate negli showrooms della Knoll in giro per il mondo.

## Il dominio della scultura

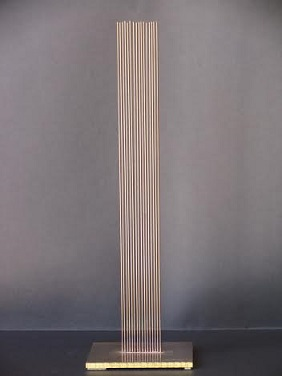
Harry Bertoia - Sonambient Sculpture

Terminata la collaborazione con gli Eames in California (1947), Bertoia aveva già iniziato a pensare quasi totalmente alla scultura metallica. Tutta la sua opera scultorea è classificabile in alcune tipologie ben distinte che prendono il nome dalla forma o dalla tecnica di realizzazione; dalla piccola dimensione alle grandi installazioni, ogni singola creazione di Bertoia è preceduta da disegni, studi grafici e modellini. La sua prima commissione (1953) per una scultura in grande scala gli viene dal suo amico ed ex compagno alla Cranbrook, l'architetto Eero Saarinen: uno schermo divisorio per la sala da pranzo del General Motors Technical Center di Warren nel Michigan. Nel 1954 realizza uno schermo per la Manufacturers Hanover Trust Company di New York (Architetti, Gordon Bunshaft e Roy Allen dello studio Skidmore Owings & Merril). Sempre del 1954 è un'installazione per l'altare della cappella del MIT, architetto Eero Saarinen. Nel 1955 uno schermo per l'aeroporto Lambert di St. Louis (architetto Minoru Yamasaki). Commissione dopo commissione Harry Bertoia visse un momento di grande impegno produttivo. Inoltre preparava numerose mostre nelle gallerie di New York, Chicago e nei negozi della Knoll sparsi per il mondo (Buenos Aires, Amsterdam, Zurigo, Milano, Roma); senza contare i viaggi in Europa per presenziare alle inaugurazioni (Spagna, 1965; Belgio e Paesi Bassi 1966; Svizzera 1967). Negli anni '60 prende vita un altro progetto che diventerà quasi un'ossessione: catturare i suoni che scaturivano dalle sue sculture. Dal 1960, Bertoia inizia a realizzare tutta una serie di sculture formate da aste verticali saldate in fila su una base piatta, variando la lunghezza dei tondini, la grossezza, il numero e il metallo usato queste emanavano suoni diversi e misteriosi. Alcune volte saldava cilindri di diverso metallo sulla cima sperimentando le variazioni tonali che si potevano ottenere. Nel 1965 Clifford West, suo amico dai tempi della Cranbrook, realizza un film sulle sculture sonanti di Bertoia (Harry Bertoia's Sculpture). Tra 1968 e il 1969 comincia a ristrutturare il fienile per creare una sala di registrazione permanente; anche il talento musicale del fratello Oreste è coinvolto nel progetto.

## Sentiva la voce del vento: Sonambient

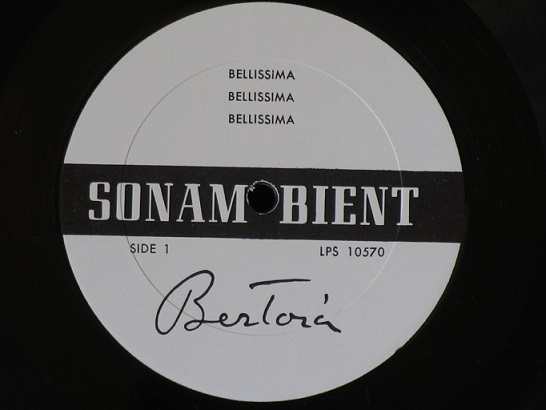
Sonambient, Harry Bertoia

Nel 1959 quando Harry Bertoia toccò per caso alcune aste metalliche si accorse che queste producevano suoni diversi in base al metallo e alla lunghezza. “Quando ero giovane, vivevo in un piccolo paese in Italia… un giorno c'era una grande eccitazione nell'aria…e qualcuno mi disse che un vescovo dalla Cina stava arrivando a farci visita…Tutte le campane delle vicine chiese suonavano e festa…Penso che il mio lavoro col suono possa essere un tentativo di ricreare la magia di quel momento, ma naturalmente, è molto di più”. Il "programma musicale", come lo aveva chiamato, continua ad occupare gran parte del suo tempo durante gli ultimi anni. Dal 1969, anno del restauro del fienile, nuove sculture, della serie Sonambient Sculpture, erano state installate e con l'aiuto del fratello lavorava quotidianamente nel realizzare registrazioni. Nel novembre 1970 alcune di quelle registrazioni prendono forma in undici LP intitolati Sonambient™ pubblicati nel 1972. Nel 1971 viene girato il film “Sonambients: The Sound Sculpture of Harry Bertoia”, nel quale le musiche di Bertoia fanno da colonna sonora. Nell'ottobre 1977 si fanno sentire i primi segni della malattia probabilmente causata dal mancato uso di mezzi protettivi durante la saldatura. Continua a lavorare a casa completando le commissioni e spedendo opere per le mostre di Chicago e New York ma la sua salute peggiora drasticamente. Il 6 novembre 1978 Harry Bertoia muore nella sua casa di Barto.